# Mimi Ndiweni
Mini Ndiweni (Guildford, 31 agosto 1991) è un'attrice britannica.

## Biografia
Mimi Ndiweni, anche conosciuta come Mimî M. Khayisa ha iniziato a recitare da adolescente, unendosi agli Yvonne Arnaud Mill Street Studios mentre frequentava la scuola secondaria.
Ha successivamente conseguito una laurea presso il Royal Welsh College of Music & Drama di Cardiff.
La prima apparizione di Mimi Ndiweni in un film importante è stata in Cenerentola del 2015. Ha poi interpretato Eshe in The Legend of Tarzan del 2016, al fianco di Margot Robbie.
Molto attiva anche in televisione, nel 2016 ha interpretato Tilly Brockless nella serie tv Mr Selfridge per otto episodi della quarta stagione.
Nel 2018 Netflix ha annunciato che Ndiweni avrebbe interpretato la parte di Fringilla Vigo in The Witcher. È apparsa nella prima stagione a partire dal dicembre 2019, come nella seconda stagione, a partire da dicembre 2021.

## Filmografia

### Cinema
- Cenerentola (Cinderella), regia di Kenneth Branagh (2015)
- The Legend of Tarzan, regia di David Yates (2016)
- Star Wars - L'ascesa di Skywalker (Star Wars: The Rise of Skywalker), regia di J. J. Abrams (2019)
- Catherine (Catherine Called Birdy), regia di Lena Dunham (2022)

### Televisione
- Mr Selfridge – serie TV, 8 episodi (2016)
- The Last Dragonslayer, regia di Jamie Magnus Stone – film TV (2016)
- Doctor Who – serie TV, episodio 10x05 (2017)
- Rellik – miniserie TV, 5 episodi (2017)
- Black Earth Rising – serie TV, 2 episodi (2018)
- In the Long Run – serie TV, episodio 2x07 (2019)
- The Witcher – serie TV, 18 episodi (2019-2023)

### Cortometraggi
- Telling Tales, regia di James Brailsford (2012)
- Dishonour, regia di Terrence Turner (2017)
- Forgive Me, Father, regia di Doreen Nasimbwa (2018)
- Rooftop Refugee, regia di Alexandra Brodski (2018)

## Doppiatrici italiane
Nelle versioni in italiano delle opere in cui ha recitato, Mimî M. Khayisa è stata doppiata da:
- Guendalina Ward in Catherine, Mr Selfridge
- Virginia Brunetti in The Witcher